# Gösta Sandahl
Gösta Sandahl (13 gennaio 1893 – ...) è stato un pattinatore artistico su ghiaccio svedese, specializzato nel singolo.

## Palmarès
| Evento              | 1910 | 1911 | 1912 | 1913 | 1914 | 1916 | 1923 |
| ------------------- | ---- | ---- | ---- | ---- | ---- | ---- | ---- |
| Campionati mondiali |      |      |      |      | 1°   |      | 3°   |
| Campionati europei  |      |      | 1°   |      |      |      |      |
| Campionati svedesi  | 2°   | 1°   | 1°   | 1°   |      | 1°   | 1°   |